# Marjory Wardrop
Marjory Scott Wardrop (11 novembre 1869 - 7 décembre 1909) est une historienne britannique et traductrice de littérature géorgienne. Elle est la sœur du diplomate britannique et spécialiste de la Géorgie, Oliver Wardrop (en).

## Biographie

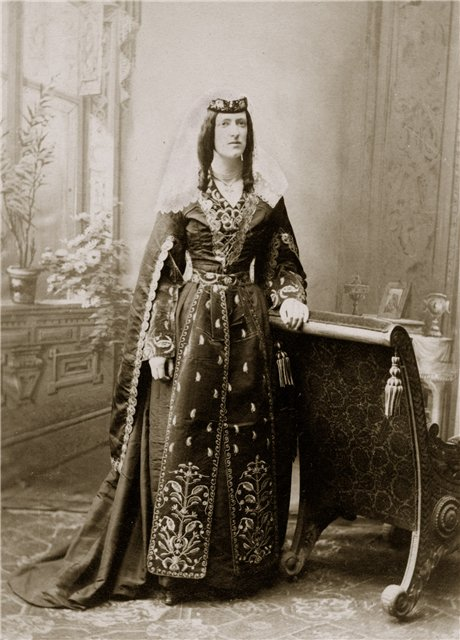
Marjory Wardrop vêtue du costume national géorgien

Parlant couramment sept langues étrangères, elle apprend également le géorgien et voyage en Géorgie (qui fait alors partie de la Russie impériale) en 1894-1895 et 1896. Elle traduit et publie Georgian Folk Tales (Londres, 1894), The Hermit d'Ilia Tchavtchavadzé (Londres, 1895), The Life of St. Nino (Oxford, 1900). Elle réalise la première traduction en prose anglaise de Le Chevalier à la peau de panthère, un poème épique géorgien médiéval de Chota Roustavéli (publié par Oliver Wardrop à Londres, 1912). Après sa mort, Oliver crée le Fonds Marjory Wardrop à l'Université d'Oxford « pour encourager l'étude de la langue, de la littérature et de l'histoire de la Géorgie, en Transcaucasie »,.
Une statue de Marjory et Oliver, de Jumber Jikia, est dévoilée le 18 octobre 2015 lors du festival de Tbilissi, sur la place Oliver Wardrop de Tbilissi, elle-même inaugurée en 2014.